# Вілсон (Луїзіана)
Вілсон (англ. Wilson) — селище (англ. village) в США, в окрузі Іст-Фелісіана штату Луїзіана. Населення — 348 осіб (2020).

## Географія
Вілсон розташований за координатами 30°55′22″ пн. ш. 91°6′21″ зх. д. / 30.92278° пн. ш. 91.10583° зх. д. (30.922775, -91.105805).  За даними Бюро перепису населення США в 2010 році селище мало площу 7,05 км², з яких 7,02 км² — суходіл та 0,03 км² — водойми.

## Демографія
Згідно з переписом 2010 року, у селищі мешкало 595 осіб у 226 домогосподарствах у складі 158 родин. Густота населення становила 84 особи/км².  Було 275 помешкань (39/км²).
Расовий склад населення:
| - 78,8 % — чорних або афроамериканців - 19,8 % — білих |

До двох чи більше рас належало 1,2 %. Частка іспаномовних становила 0,2 % від усіх жителів.
За віковим діапазоном населення розподілялося таким чином: 24,0 % — особи молодші 18 років, 61,7 % — особи у віці 18—64 років, 14,3 % — особи у віці 65 років та старші. Медіана віку мешканця становила 36,9 року. На 100 осіб жіночої статі у селищі припадало 87,7 чоловіків;  на 100 жінок у віці від 18 років та старших — 83,7 чоловіків також старших 18 років.
Середній дохід на одне домашнє господарство  становив 37 621 долар США (медіана — 36 731), а середній дохід на одну сім'ю — 42 807 доларів (медіана — 42 813). Медіана доходів становила 36 111 долар для чоловіків та 24 531 долар для жінок. За межею бідності перебувало 19,7 % осіб, у тому числі 22,2 % дітей у віці до 18 років та 12,9 % осіб у віці 65 років та старших.
Цивільне працевлаштоване населення становило 174 особи. Основні галузі зайнятості: освіта, охорона здоров'я та соціальна допомога — 27,6 %, публічна адміністрація — 20,7 %, мистецтво, розваги та відпочинок — 14,4 %, виробництво — 11,5 %.